# Xavier Basiana i Vers
Xavier Basiana i Vers   (Manresa i Manresa, 1955) és un arquitecte i fotògraf català. Establert al barri de la Sagrera de Barcelona, on ha liderat la recuperació de la Nau Ivanow i de la Nau Bostik, antigues fàbriques que ha reconvertit en centres de creació contemporània.

## Biografia
Nascut a Manresa, és un apassionat de la Sagrera, on viu des dels 17 anys, i en fa més de vint que està vinculat al moviment associatiu del barri. Ha estat implicat en una gran diversitat de tasques, tant a títol personal com relacionades amb l'Associació de Veïns, i en àmbits molt diversos. El desembre de 1997 va adquirir una fàbrica antiga a la Sagrera que ha restaurat per convertir-la en centre cultural: la Nau Ivanow. Actualment desenvolupa la seva activitat professional des de L'Espai30 (Nau Ivanow). L'arquitectura de Xavier Basiana força sovint ha tingut relació amb el barri. El projecte més rellevant, però, és el que té a veure amb la urbanització del sector de la Sagrera. Amb altres col·laboradors ha escrit i editat llibres sobre la història i l'urbanisme del Districte de Sant Andreu.

## Obra

### Fotografia
Les seves fotografies documenten els processos de transformació urbana i arquitectònica de Barcelona al tombant del segle xxi. Cal situar-les en la tradició de les diverses representacions fotogràfiques de la ciutat des de l'època de l'Exposició Universal del 1888 fins al Fòrum Universal de les Cultures del 2004. En col·laboració amb el fotògraf Jaume Orpinell, les seves imatges mostren el repte que la nova economia global planteja al patrimoni històric industrial de Barcelona. Algunes de les seves fotografies formen part de la col·lecció permanent del MACBA.

### Arquitectura
Com a arquitecte, ha ideat diversos projectes de la Barcelona dels noranta, com el projecte del Museu Olímpic de Barcelona. D'altra banda, ha impulsat exposicions d'arquitectura, com ara Construint la ciutat, Plans i projectes i Ciutat i fàbrica. Un recorregut pel patrimoni industrial de Barcelona.
Ha col·laborat en diversos llibres i ha editat 1984-1994 Barcelona transfer. Sant Andreu – La Sagrera. Planificación urbana = urban development = planificació urbana (1995), La Sagrera, del Rec Comtal al TGV (1997) i 1995–2011 Barcelona transfer. Sant Andreu – la Sagrera. De terra erma a porta d'entrada d'Europa (2011). Amb Jaume Orpinell i Martí Checa Artasu també ha publicat el llibre Barcelona, ciutat de fàbriques (2000).

## Premis i reconeixements
Va ser guardonat amb la Medalla d'Honor de Barcelona el 2009.